# Seznam katastrálních území v okrese Bruntál
V této tabulce je uveden kompletní výčet katastrálních území Okresu Bruntál, včetně rozlohy a sídel, které na nich leží.
| Název KÚ                     | Sídla                                | Obec                   | km2   |
| ---------------------------- | ------------------------------------ | ---------------------- | ----- |
| A                            | A                                    | A                      |       |
| Adamov u Karlovic            | Karlovice                            | Karlovice              | 1,72  |
| Albrechtice u Rýmařova       | Albrechtice u Rýmařova               | Břidličná              | 6,79  |
| Andělská Hora ve Slezsku     | Andělská Hora, Pustá Rudná           | Andělská Hora          | 16,07 |
| Arnultovice u Jindřichova    | Arnultovice                          | Jindřichov             | 4,25  |
| Bartultovice                 | Bartultovice                         | Vysoká                 | 3,6   |
| Bílčice                      | Bílčice                              | Bílčice                | 15,38 |
| Bohušov                      | Bohušov, Ostrá Hora                  | Bohušov                | 10,2  |
| Brantice                     | Brantice                             | Brantice               | 13,68 |
| Bruntál-město                | Bruntál                              | Bruntál                | 25,13 |
| Břidličná                    | Břidličná                            | Břidličná              | 14,04 |
| Bučávka                      | Bučávka                              | Liptaň                 | 3,08  |
| Burkvíz                      | Burkvíz                              | Město Albrechtice      | 2,16  |
| Býkov                        | Býkov, Láryšov                       | Býkov-Láryšov          | 9,08  |
| Čaková                       | Čaková                               | Čaková                 | 11,94 |
| Česká Ves u Města Albrechtic | Česká Ves                            | Město Albrechtice      | 4,29  |
| Dětřichov nad Bystřicí       | Dětřichov nad Bystřicí               | Dětřichov nad Bystřicí | 27,5  |
| Dětřichovice                 | Dětřichovice                         | Světlá Hora            | 8,76  |
| Dívčí Hrad                   | Dívčí Hrad                           | Dívčí Hrad             | 4,45  |
| Dlouhá Stráň                 | Dlouhá Stráň                         | Dlouhá Stráň           | 2,22  |
| Dlouhá Ves                   | Dlouhá Ves                           | Holčovice              | 3,81  |
| Dlouhá Voda                  | Dlouhá Voda                          | Město Albrechtice      | 11,12 |
| Dobřečov                     | Dobřečov                             | Horní Město            | 5,6   |
| Dolní Moravice               | Dolní Moravice                       | Dolní Moravice         | 13,82 |
| Dolní Povelice               | Dolní Povelice                       | Bohušov                | 5,61  |
| Dolní Václavov               | Dolní Václavov                       | Václavov u Bruntálu    | 13,7  |
| Dubnice                      | Dubnice                              | Lichnov                | 4,47  |
| Dvorce u Bruntálu            | Dvorce                               | Dvorce                 | 16,2  |
| Edrovice                     | Edrovice                             | Rýmařov                | 2,42  |
| Hejnov                       | Hejnov                               | Holčovice              | 4,82  |
| Heřmanovice                  | Heřmanovice                          | Heřmanovice            | 42,81 |
| Hlinka                       | Hlinka                               | Hlinka                 | 8,77  |
| Holčovice                    | Holčovice                            | Holčovice              | 7,52  |
| Horní Benešov                | Horní Benešov, Luhy                  | Horní Benešov          | 20,4  |
| Horní Město                  | Horní Město                          | Horní Město            | 5,22  |
| Horní Moravice               | Horní Moravice                       | Dolní Moravice         | 4,45  |
| Horní Povelice               | Horní Povelice                       | Liptaň                 | 4,89  |
| Horní Václavov               | Horní Václavov                       | Václavov u Bruntálu    | 12,1  |
| Horní Životice               | Horní Životice                       | Horní Životice         | 11,4  |
| Hošťálkovy                   | Hošťálkovy                           | Hošťálkovy             | 8,41  |
| Hrozová                      | Hrozová                              | Rusín                  | 5,34  |
| Hynčice u Krnova             | Hynčice                              | Město Albrechtice      | 12,55 |
| Jamartice                    | Jamartice                            | Rýmařov                | 9,62  |
| Janov u Krnova               | Janov                                | Janov                  | 11,02 |
| Janovice u Rýmařova          | Janovice                             | Rýmařov                | 3,37  |
| Janušov                      | Janovice                             | Rýmařov                | 6,09  |
| Jelení u Bruntálu            | Milotice nad Opavou                  | Milotice nad Opavou    | 11,31 |
| Jelení u Holčovic            | Jelení                               | Holčovice              | 2,88  |
| Jindřichov ve Slezsku        | Jindřichov                           | Jindřichov             | 30,46 |
| Jiříkov u Rýmařova           | Jiříkov                              | Jiříkov                | 7,56  |
| Karlov pod Pradědem          | Karlov pod Pradědem                  | Malá Morávka           | 23,2  |
| Karlov u Bohušova            | Karlov                               | Bohušov                | 1,53  |
| Karlova Studánka             | Karlova Studánka                     | Karlova Studánka       | 0,46  |
| Karlovec                     | Karlovec                             | Bruntál                | 4,2   |
| Karlovice ve Slezsku         | Karlovice, Zadní Ves                 | Karlovice              | 15,3  |
| Kašnice u Bohušova           | Bohušov                              | Bohušov                | 1,44  |
| Kněžpole                     | Kněžpole                             | Jiříkov                | 3,55  |
| Koberno                      | Koberno                              | Slezské Rudoltice      | 3,21  |
| Komora                       | Komora                               | Holčovice              | 2,94  |
| Krahulčí                     | Krahulčí                             | Dětřichov nad Bystřicí | 0,8   |
| Krásné Loučky                | Krásné Loučky, Pod Bezručovým vrchem | Krnov                  | 7,47  |
| Krasov                       | Krasov                               | Krasov                 | 25,8  |
| Krnov-Horní Předměstí        | Pod Bezručovým vrchem                | Krnov                  | 19,81 |
| Křišťanovice                 | Křišťanovice                         | Křišťanovice           | 16,21 |
| Křížov u Sovince             | Křížov                               | Jiříkov                | 3,44  |
| Křížová ve Slezsku           | Křížová                              | Hošťálkovy             | 4,86  |
| Leskovec nad Moravicí        | Leskovec nad Moravicí                | Leskovec nad Moravicí  | 13,43 |
| Lichnov u Bruntálu           | Lichnov                              | Lichnov                | 22,82 |
| Linhartovy                   | Linhartovy                           | Město Albrechtice      | 5,32  |
| Liptaň                       | Liptaň                               | Liptaň                 | 12,26 |
| Lomnice u Rýmařova           | Lomnice                              | Lomnice                | 15,24 |
| Loučky u Zátoru              | Loučky                               | Zátor                  | 6,8   |
| Ludvíkov pod Pradědem        | Ludvíkov                             | Ludvíkov               | 22,21 |
| Májůvka                      | Májůvka                              | Bílčice                | 8,95  |
| Malá Morávka                 | Malá Morávka                         | Malá Morávka           | 38,38 |
| Malá Štáhle                  | Malá Štáhle                          | Malá Štáhle            | 2,81  |
| Malá Véska                   | Nová Véska                           | Staré Město            | 5,16  |
| Markvartice u Široké Nivy    | Široká Niva                          | Široká Niva            | 3,18  |
| Matějovice                   | Matějovice                           | Rusín                  | 3,77  |
| Město Albrechtice            | Město Albrechtice, Žáry              | Město Albrechtice      | 15,48 |
| Městys Rudoltice             | Slezské Rudoltice                    | Slezské Rudoltice      | 1,32  |
| Mezina                       | Mezina                               | Mezina                 | 11,38 |
| Milotice nad Opavou          | Milotice nad Opavou                  | Milotice nad Opavou    | 7,88  |
| Mirotínek                    | Mirotínek                            | Tvrdkov                | 3,75  |
| Mnichov pod Pradědem         | Mnichov                              | Vrbno pod Pradědem     | 10,58 |
| Moravský Kočov               | Moravský Kočov                       | Moravskoslezský Kočov  | 14,31 |
| Nová Pláň                    | Nová Pláň                            | Nová Pláň              | 1,71  |
| Nová Rudná                   | Nová Rudná                           | Rudná pod Pradědem     | 5,82  |
| Nová Ves u Bohušova          | Karlov                               | Bohušov                | 1,96  |
| Nová Ves u Rýmařova          | Nová Ves                             | Dolní Moravice         | 3,94  |
| Nové Heřminovy               | Kunov, Nové Heřminovy                | Nové Heřminovy         | 11,03 |
| Nové Purkartice              | Karlovice                            | Karlovice              | 4,57  |
| Nový Les                     | Slezské Rudoltice                    | Slezské Rudoltice      | 3,4   |
| Oborná                       | Oborná                               | Oborná                 | 5,33  |
| Ondřejov u Rýmařova          | Ondřejov                             | Rýmařov                | 5,06  |
| Opavice                      | Opavice                              | Město Albrechtice      | 3,96  |
| Opavské Předměstí            | Pod Cvilínem                         | Krnov                  | 17,02 |
| Osoblaha                     | Osoblaha                             | Osoblaha               | 16,39 |
| Pelhřimovy                   | Slezské Rudoltice                    | Slezské Rudoltice      | 5,14  |
| Petrovice ve Slezsku         | Petrovice                            | Petrovice              | 11,06 |
| Piskořov                     | Piskořov                             | Město Albrechtice      | 2,49  |
| Pitárné                      | Pitárné                              | Vysoká                 | 8,71  |
| Podlesí pod Pradědem         | Podlesí                              | Světlá Hora            | 7,82  |
| Radim u Brantic              | Radim                                | Brantice               | 13,05 |
| Razová                       | Razová                               | Razová                 | 31,88 |
| Rejchartice                  | Rejchartice                          | Dvorce                 | 8     |
| Rešov                        | Rešov                                | Horní Město            | 9,62  |
| Roudno                       | Roudno, Volárna                      | Roudno                 | 22,14 |
| Ruda u Rýmařova              | Ruda                                 | Tvrdkov                | 11,24 |
| Rudíkovy                     | Rudíkovy                             | Třemešná               | 2,51  |
| Rusín                        | Rusín                                | Rusín                  | 5,17  |
| Rýmařov                      | Harrachov, Rýmařov                   | Rýmařov                | 17,31 |
| Ryžoviště                    | Ryžoviště                            | Ryžoviště              | 18,78 |
| Sádek u Dívčího Hradu        | Dívčí Hrad                           | Dívčí Hrad             | 6,29  |
| Skály u Rýmařova             | Skály                                | Horní Město            | 5,46  |
| Skrbovice                    | Skrbovice                            | Široká Niva            | 14,16 |
| Slezská Harta                | Slezská Harta                        | Leskovec nad Moravicí  | 2,17  |
| Slezské Pavlovice            | Slezské Pavlovice                    | Slezské Pavlovice      | 6,64  |
| Slezský Kočov                | Slezský Kočov                        | Moravskoslezský Kočov  | 0,84  |
| Sovinec                      | Sovinec                              | Jiříkov                | 5,05  |
| Spálené                      | Spálené                              | Holčovice              | 18,62 |
| Stará Rudná                  | Stará Rudná                          | Rudná pod Pradědem     | 16,33 |
| Stará Ves u Rýmařova         | Stará Ves                            | Stará Ves              | 7,49  |
| Stará Voda v Jeseníkách      | Stará Voda                           | Světlá Hora            | 3,6   |
| Staré Heřminovy              | Staré Heřminovy                      | Staré Heřminovy        | 10,19 |
| Staré Město u Bruntálu       | Staré Město                          | Staré Město            | 19,03 |
| Staré Purkartice             | Staré Purkartice                     | Hošťálkovy             | 6,34  |
| Stránské                     | Stránské                             | Rýmařov                | 16,84 |
| Stříbrné Hory                | Stříbrné Hory                        | Horní Město            | 5,72  |
| Studnice u Osoblahy          | Osoblaha                             | Osoblaha               | 1,77  |
| Suchá Rudná                  | Suchá Rudná                          | Světlá Hora            | 11,02 |
| Světlá ve Slezsku            | Světlá                               | Světlá Hora            | 11,25 |
| Svobodné Heřmanice           | Svobodné Heřmanice                   | Svobodné Heřmanice     | 11,48 |
| Široká Niva                  | Pocheň, Široká Niva                  | Široká Niva            | 19,93 |
| Těchanov                     | Těchanov                             | Jiříkov                | 15,67 |
| Třemešná                     | Damašek, Třemešná                    | Třemešná               | 18,43 |
| Tvrdkov                      | Tvrdkov                              | Tvrdkov                | 4,9   |
| Tylov                        | Tylov                                | Lomnice                | 11,98 |
| Úvalno                       | Úvalno                               | Úvalno                 | 14,76 |
| Vajglov                      | Vajglov                              | Břidličná              | 4,94  |
| Valšov                       | Valšov                               | Valšov                 | 9,72  |
| Valštejn                     | Valštejn                             | Město Albrechtice      | 5,85  |
| Velká Štáhle                 | Velká Štáhle                         | Velká Štáhle           | 9,55  |
| Ves Rudoltice                | Amalín, Slezské Rudoltice            | Slezské Rudoltice      | 6,41  |
| Víno                         | Víno                                 | Slezské Rudoltice      | 3,73  |
| Vraclávek                    | Vraclávek                            | Hošťálkovy             | 8,17  |
| Vrbno pod Pradědem           | Vrbno pod Pradědem                   | Vrbno pod Pradědem     | 18,21 |
| Vysoká ve Slezsku            | Vysoká                               | Vysoká                 | 4,81  |
| Zátor                        | Zátor                                | Zátor                  | 12,28 |
| Ztracená Voda                | Valštejn                             | Město Albrechtice      | 2,06  |
| Žďárský Potok                | Žďárský Potok                        | Stará Ves              | 36,59 |
| Železná pod Pradědem         | Bílý Potok, Vidly, Železná           | Vrbno pod Pradědem     | 40,12 |
| Životice u Dívčího Hradu     | Dívčí Hrad                           | Dívčí Hrad             | 1,24  |

Celková výměra 1536,08 km2